# Dyme
Dyme – starożytne miasto w Grecji. Znajdowało się na terenie dzisiejszej miejscowości Kato Achaia. 
Miejsce pochodzenia starożytnego olimpijczyka i biegacza Ojbotasa.